# Sadkowa Góra
Sadkowa Góra est une localité polonaise de la gmina de Borowa, située dans le powiat de Mielec en voïvodie des Basses-Carpates.